# Rivière Blanche (vattendrag i Kanada, Québec, lat 46,29, long -72,38)
Rivière Blanche är ett vattendrag i Kanada.   Det ligger i provinsen Québec, i den sydöstra delen av landet, 270 km öster om huvudstaden Ottawa.
I omgivningarna runt Rivière Blanche växer i huvudsak blandskog. Runt Rivière Blanche är det glesbefolkat, med 11 invånare per kvadratkilometer.